# Фигурное катание на зимних Олимпийских играх 1972
Соревнования по фигурному катанию на зимних Олимпийских играх 1972 прошли в Ледовом дворце спорта Макоманай и во Дворце спорта Микахо.

## Общий медальный зачёт
| Место | Страна       | Золото | Серебро | Бронза | Всего |
| ----- | ------------ | ------ | ------- | ------ | ----- |
| 1     | СССР         | 1      | 2       | 0      | 3     |
| 2     | Австрия      | 1      | 0       | 0      | 1     |
| 2     | Чехословакия | 1      | 0       | 0      | 1     |
| 4     | Канада       | 0      | 1       | 0      | 1     |
| 5     | Франция      | 0      | 0       | 1      | 1     |
| 5     | ГДР          | 0      | 0       | 1      | 1     |
| 5     | США          | 0      | 0       | 1      | 1     |

## Медалисты
| Дисциплина                       | Золото                                | Серебро                                   | Бронза                             |
| -------------------------------- | ------------------------------------- | ----------------------------------------- | ---------------------------------- |
| Мужское одиночное катание детали | Ондрей Непела Чехословакия            | Сергей Четверухин СССР                    | Патрик Пера Франция                |
| Женское одиночное катание детали | Беатрис Шуба Австрия                  | Карен Магнуссен Канада                    | Джанет Линн США                    |
| Парное катание детали            | СССР · Ирина Роднина · Алексей Уланов | СССР · Людмила Смирнова · Андрей Сурайкин | ГДР · Мануэла Грос · Уве Кагельман |

## Представительство по странам
Всего в Олимпийских играх приняли участие 68 фигуристов (33 мужчины и 35 женщин) из 18 стран (в скобках указано количество фигуристов от страны):
| - Австрия (3) - Великобритания (5) - Венгрия (1) - ГДР (7) - Италия (1) - Канада (7) - Нидерланды (1) - Польша (2) - Румыния (1) | - СССР (10) - США (12) - Франция (5) - ФРГ (5) - Чехословакия (1) - Швейцария (1) - Швеция (1) - Республика Корея (1) - Япония (4) |

## Факты
- В соревнованиях по фигурному катанию на XI зимних Олимпийских Играх принимали участие спортсмены из Европы, Северной Америки и Азии.
- В соревнованиях по фигурному катанию на XI зимних Олимпийских Играх принимали участие представители 18 спортивных делегаций, что оказалось рекордом.
- Самой молодой фигуристкой на Олимпиаде-1972 стала Марина Саная из СССР: ей было на тот момент всего 13 лет и 28 дней.
- Самым возрастным фигуристом на Олимпиаде-1972 стал Сергей Четверухин из СССР: ему было на тот момент 26 лет и 27 дней.
- В спортивной делегации Чехословакии на XI зимних Олимпийских играх был только один фигурист, и он выиграл золотую медаль.